# Cantone di Le Sel-de-Bretagne
Il Cantone di Le Sel-de-Bretagne era una divisione amministrativa dell'arrondissement di Redon.
A seguito della riforma approvata con decreto del 18 febbraio 2014, che ha avuto attuazione dopo le elezioni dipartimentali del 2015, è stato soppresso.

## Composizione
Comprendeva i comuni di:
- La Bosse-de-Bretagne
- Chanteloup
- La Couyère
- Lalleu
- Le Petit-Fougeray
- Saulnières
- Le Sel-de-Bretagne
- Tresbœuf